# Sydsudans delstater
Sydsudans delstater er består af de tre tidligere provinser (og nuværende regioner) Bahr el Ghazal (mod nordvest), Equatoria (mod syd) og Greater Upper Nile (mod nordøst). Delstaterne er yderligere opdelt i 79 amter.
I oktober 2015 udstedte Sydsudans præsident Salva Kiir Mayardit, et dekret, der oprettede 28 delstater i stedet for de 10, der tidligere var etableret. De nye delstater var i vid udstrækning inddelt langs de etniske linjer. Lovligheden blev anfægtet af et antal politikere fra oppositionspartierne og dekretet blev henvist til parlamentet til godkendelse som en forfatningsændring. I november godkendte det sydsudanesiske parlament oprettelsen af de nye delstater,  men i januar 2017 udstedte præsidenten et nyt dekret om yderligere opdeling af landet, fra 28 til 32 delstater.
Efter fredsaftalen der afsluttede den sydsudanske borgerkrig, vendte landet i februar 2020 tilbage til de oprindelige 10 delstater, plus to administrative områder, Greater Pibor og Ruweng, og området med særlig administrativ status Abyei.
Efter den omfattende fredsaftale, der blev underskrevet i 2005, betragtes Abyei-området både som en del af Republikken Sudan og Republikken Sydsudan, reelt set et kondominat. Kafia Kingi-området er omstridt mellem Sydsudan og Sudan, og Ilemi-trekanten er omstridt mellem Sydsudan og Kenya.

## Ti delstater og tre områder (2020-nutid)
Delstaterne og de administrative områder er grupperet i Sudans tre tidligere historiske provinser: Bahr el Ghazal, Equatoria og Greater Upper Nile. Hver delstat ledes af en guvernør, og de administrative områder ledes af chefadministratorer.
| Flag | Delstat eller område    | Hovedstad | Guvernør eller Chef administrator | Befolkning (2010) | Areal (km2) | Tæthed (/km2) | Region             |
| ---- | ----------------------- | --------- | --------------------------------- | ----------------- | ----------- | ------------- | ------------------ |
|      | Northern Bahr el Ghazal | Aweil     | Simon Uber Mawut                  | 820.834           | 30.543      | 26,87         | Bahr el Ghazal     |
|      | Western Bahr el Ghazal  | Waw       | Emmanuel Okello                   | 358.692           | 91.076      | 3,94          | Bahr el Ghazal     |
|      | Lakes                   | Rumbek    | Rin Tueny Mabor                   | 782.504           | 43.595      | 17,95         | Bahr el Ghazal     |
|      | Warrap                  | Kuajok    | Magok Magok Deng                  | 1.044.217         | 45.567      | 22,92         | Bahr el Ghazal     |
|      | Western Equatoria       | Yambio    | Alfred Futiyo Karaba              | 658.863           | 79.343      | 8,30          | Equatoria          |
|      | Central Equatoria       | Juba      | Emmanuel Adil Anthony             | 1.193.130         | 43.033      | 27,73         | Equatoria          |
|      | Eastern Equatoria       | Torit     | Louis Lobong Lojore               | 962.719           | 73.472      | 13,10         | Equatoria          |
|      | Jonglei                 | Bor       | Denay Jock Chagor                 | 1.228.824         | 80.926      | 15,18         | Greater Upper Nile |
|      | Unity                   | Bentiu    | Riek Tap Long                     | 399.105           | 37.836      | 22,79         | Greater Upper Nile |
|      | Upper Nile              | Malakal   | Budhok Ayang Kur                  | 1.013.629         | 77.283      | 13,12         | Greater Upper Nile |
|      | Abyei*                  | Abyei     | Charles Abyei Jok                 | 124.390           | 10.546      | 11,79         | Bahr el Ghazal     |
|      | Greater Piborområdet*   | Pibor     | Lokali Amae Bullen                | 214.676           | 41.962      | 5,12          | Greater Upper Nile |
|      | Ruwengområdet *         | Pariang   | Stefano Wieu Mialek               | 246.360           | TBD         | TBD           | Greater Upper Nile |